# Enyalius pictus
Enyalius pictus är en ödleart som beskrevs av  Wied-neuwied 1825. Enyalius pictus ingår i släktet Enyalius och familjen Polychrotidae. IUCN kategoriserar arten globalt som livskraftig. Inga underarter finns listade i Catalogue of Life.